# پیش‌آلپ فرانسه
پیش‌آلپ فرانسه (فرانسوی: Préalpes‎) نام گروهی از کوهستان‌های کم‌ارتفاع یا با ارتفاع متوسط است که بلافاصله در غرب آلپ فرانسه قرار گرفته‌اند. 
پیش‌آلپ فرانسه حدوداً از دریاچه لمان (دریاچه ژنو) به سمت جنوب غرب تا رودخانه‌های ایزر و رود دروم گسترده است. این کوهستان‌ها از سمت شرق تا خطی که از شامونی به آلبرت‌ویل، بهگرونوبل، به گپ و به بارسلونت می‌رود ادامه می‌یابند. پیش‌آلپ فرانسه از سوی جنوب از گرس تا وانس در فرانسه پیش می‌رود.